# Shahnaz Munni
Shahnaz Munni (Daca, 8 de febrero de 1969) es una periodista, poeta y escritora de Bangladés. Desde enero de 2016, es la jefa de redacción de noticias del canal de televisión News24, de Daca.

## Biografía
Munni nació el 8 de febrero de 1969 en Daca, y asistió a Holy Cross College en Daca antes de estudiar ciencias sociales en la Universidad de Daca en 1994. Luego se unió a ATN Bangla como reportera mayor en 2003 antes de pasar a News 24 como corresponsal especial. En 2016, fue ascendida a editora mayor de noticias.
Munni también tiene un interés especial en el bienestar de los niños. En septiembre de 2006, fue una de los 20 poetas eminentes que contribuyeron al Festival de Poesía de los Derechos del Niño de Unicef, con el objetivo de mejorar las actitudes de la sociedad hacia los derechos del niño. En 2009, ganó el segundo premio en los Meena Media Awards en la categoría de periodismo televisivo para mayores de 18 años por informar sobre niños que inhalan pegamento. Comentó que a menudo era difícil cubrir a los niños en la televisión, ya que los medios están interesados principalmente en los espectadores adultos: "Hay mucho espacio para que los medios mejoren la situación de los niños, pero primero debemos cambiar la actitud y la mentalidad de los tomadores de decisiones editoriales".
En 2013, en su papel de embajadora de MCHIP (Programa Integrado de Salud Materno-Infantil), visitó las comunidades de Amjiriganj y Nabiganj Upazilas, recopilando información para las 50 historias de éxito que está escribiendo para el proyecto MaMoni Save the Children. Munni también contribuyó a la lucha contra la tuberculosis en Bangladés, ayudando a BRAC en el jurado de tres miembros de los premios de 2015.
Como escritora, es poeta, ensayista, narradora y novelista, escribiendo para jóvenes. Jiner Konnaya (La hija del espíritu), su primer libro de cuentos fue publicación en 1997. Munni participó en el proyecto "Poetas que traducen poetas" dirigido por el Instituto Goethe, en el que los poetas que escribían en lenguas indias y del sur de Asia conocían la poesía alemana mientras sus obras se traducían al alemán. Varios de sus poemas bengalíes fueron traducidos al alemán mientras ella traducía poemas del poeta alemán moderno Hendrik Jackson.
Como licenciada en sociología de la Universidad de Daca, Munni realizó una investigación en relación con Azfar Hussain.